# Desmia herrichialis
Desmia herrichialis là một loài bướm đêm trong họ Crambidae.